# وارک‌ورت، نورث‌همپتون‌شر
وارک‌ورت (به انگلیسی: Warkworth) یک روستا و محله مدنی در بریتانیا است که در South Northamptonshire واقع شده‌است. وارک‌ورت ۳۱ نفر جمعیت دارد.